# Eunan O'Kane
Eunan Charles O'Kane (Derry, 10 juli 1990) is een Iers voetballer die bij voorkeur als defensieve middenvelder speelt. Hij tekende in 2012 bij AFC Bournemouth.

## Clubcarrière
O'Kane verruilde in september 2009 de jeugdacademie van Everton voor Coleraine FC. Op 5 september 2009 maakte hij bij zijn debuut zijn eerste treffer in de Noord-Ierse Premiership tegen Glenavon. Na vier doelpunten in dertien competitiewedstrijden maakte de Ier in januari 2010 de overstap naar Torquay United. In totaal maakte hij dertien doelpunten in 106 competitieduels in de Football League Two. In juli 2012 werd de defensief ingestelde middenvelder verkocht aan AFC Bournemouth, toen uitkomend op het derde niveau. In zijn eerste seizoen bereikte hij meteen promotie naar de Football League Championship. In 2015 promoveerde O'Kane met de club naar de Premier League. Op 8 augustus 2015 debuteerde hij in de Premier League tegen Aston Villa.

## Interlandcarrière
O'Kane kwam voor diverse Noord-Ierse nationale jeugdelftallen uit. In oktober 2011 besloot hij om voor Ierland te willen uitkomen. In mei 2012 werd hij voor het eerst opgeroepen voor Ierland –21. In augustus 2015 maakte Iers bondscoach Martin O'Neill bekend dat O'Kane in zijn 37-koppige voorselectie zit voor de aankomende interlands tegen Gibraltar en Georgië.

## Erelijst
| Kampioen Championship | 1x | 2014/15 |

1 Meslier ·
2 Bogle ·
3 Firpo ·
4 Ampadu  ·
5 Struijk ·
6 Rodon ·
7 James ·
8 Rothwell ·
9 Bamford ·
10 Piroe ·
11 Aaronson ·
14 Solomon ·
17 Ramazani ·
19 Joseph ·
21 Cairns ·
22 Tanaka ·
23 Guilavogui ·
25 Byram ·
26 Darlow ·
29 Gnonto ·
30 Gelhardt ·
33 Schmidt ·
37 Debayo ·
39 Wöber ·
42 Chambers ·
44 Groejev ·
50 Crew ·
Coach: Farke